# Ngọc Lũ I

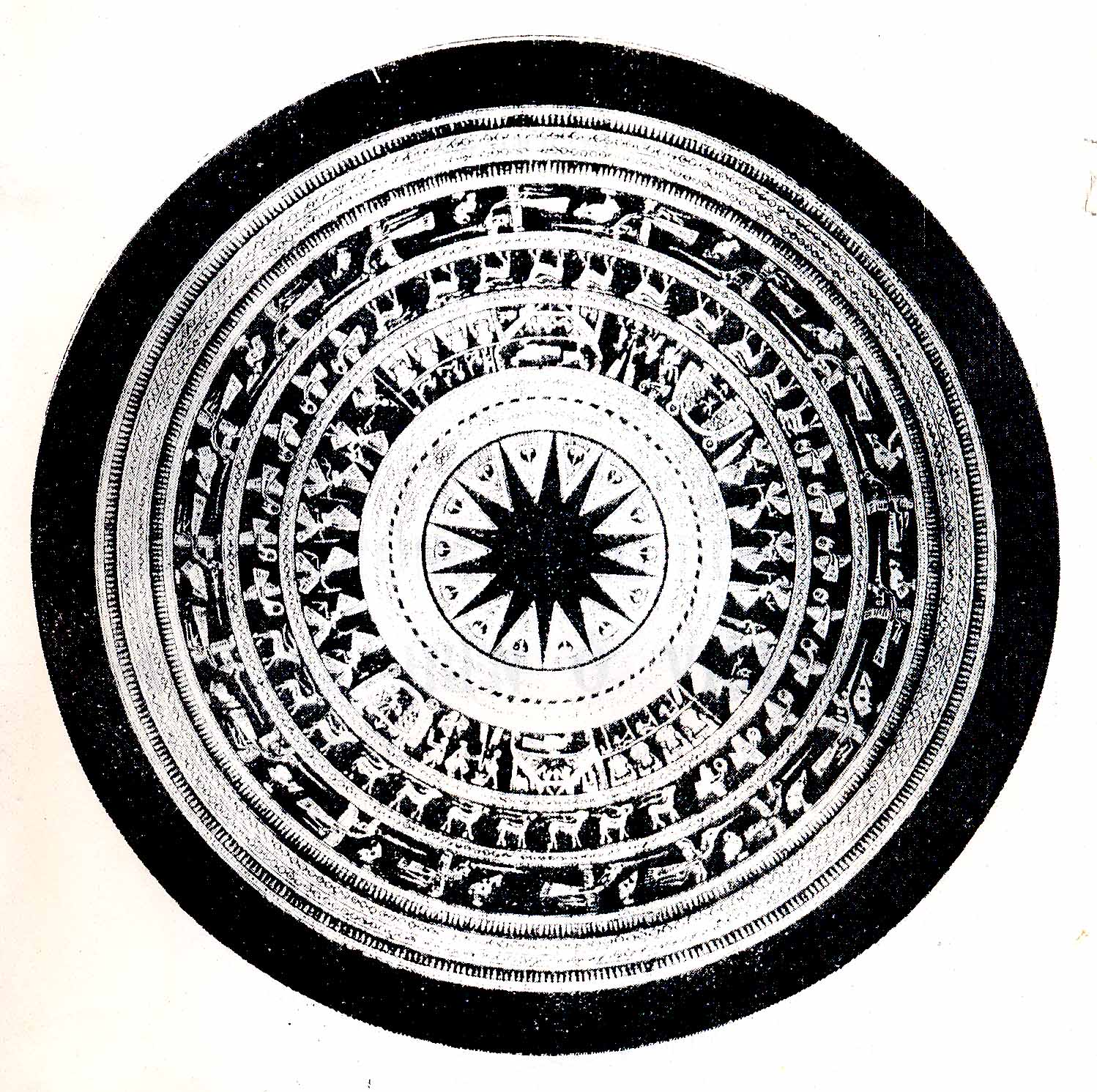
Mặt trống đồng Ngọc Lũ I

Ngọc Lũ I là một trong những chiếc trống đồng Đông Sơn có kích thước to lớn, hình dáng cổ kính, tập trung hoa văn phong phú nhất, hiện được trưng bày tại Bảo tàng Lịch sử Việt Nam. Tuổi của trống được xác định vào khoảng 2500 năm.

## Xuất xứ
Vào khoảng năm 1893, các ông Nguyễn Văn Y, Nguyễn Văn Túc và một số người khác đắp đê Trần Thủy ở xã Như Trác, huyện Nam Xang (phủ Lý Nhân, Hà Nam), thấy dưới độ sâu 2 mét của bãi cát bồi có một chiếc trống đồng. Các ông đem về cúng vào đình làng Ngọc Lũ, để khi có đình đám cúng tế thì đem trống ra dùng. 
Năm 1902, nhân cuộc đấu xảo ở Hà Nội, trống được đem ra trưng bày. Viện Viễn Đông Bác cổ bèn xuất 550 đồng bạc Đông Dương mua lại là lưu trữ ở Hà Nội.

## Tình trạng
Trống còn tương đối nguyên vẹn, có một lớp pa-tin màu xanh ngả xám.

## Hình dáng

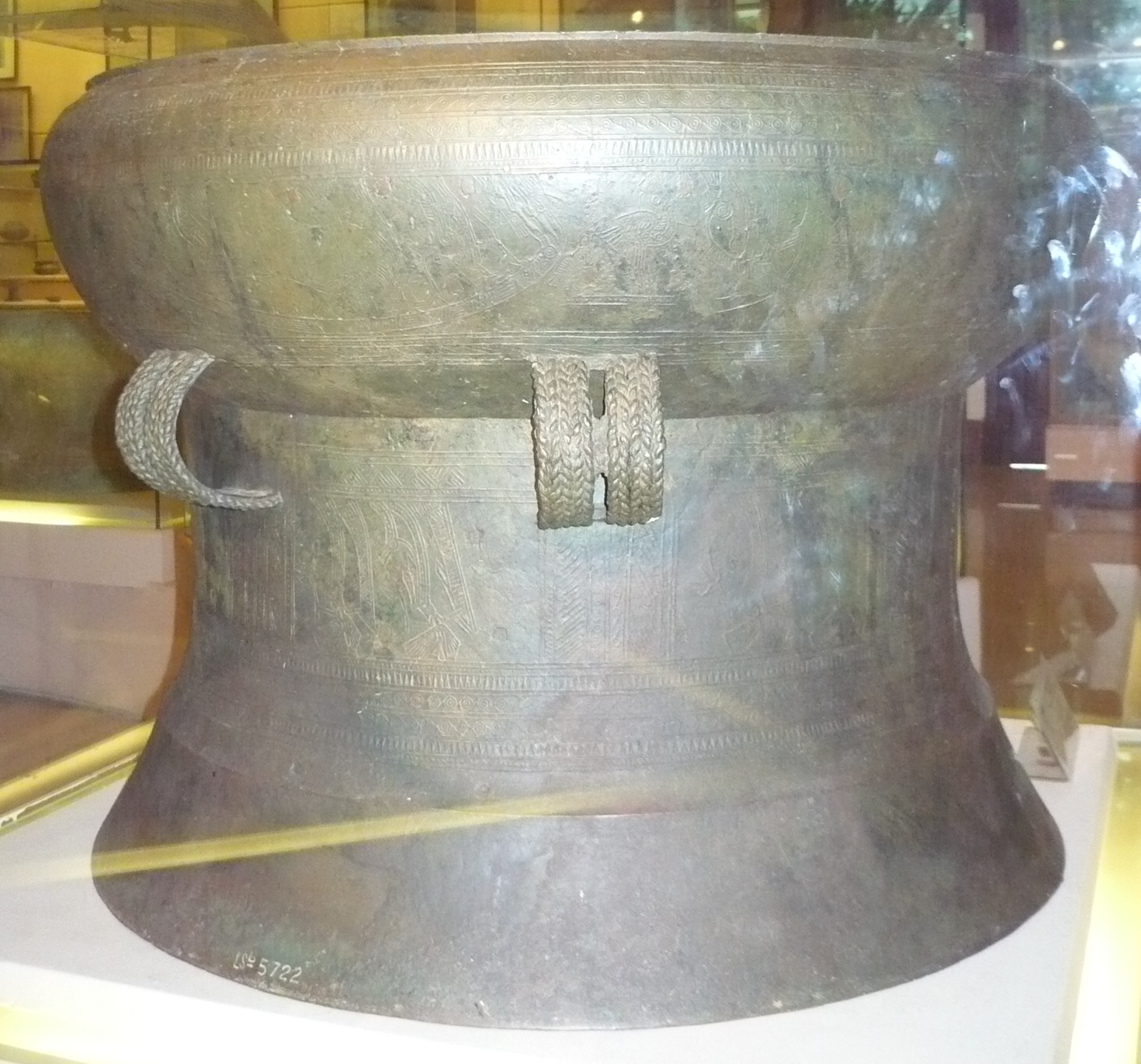
Trống đồng Ngọc Lũ I, trưng bày tại Bảo tàng Lịch sử Việt Nam, Hà Nội, Việt Nam

Trống có hình dáng cân đối, mặt trống hơi tràn ra ngoài tang trống. Trống có đường kính 79 cm, cao 63 cm.Nặng 86 kg
Thân trống có 3 phần:
- phần trên phình ra gọi là tang, nối liền với mặt trống
- phần giữa thân trống hình trụ tròn thẳng đứng,
- phần chân hơi loe thành hình nón cụt.

Có bốn chiếc quai chia làm hai cặp gắn vào tang và phần giữa trống, được trang trí hình bện thừng.

## Hoa văn

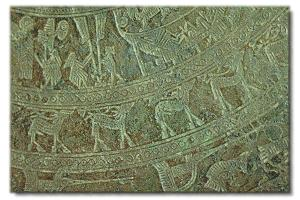
Một góc bề mặt trống đồng Ngọc Lũ

Trống có hai loại hoa văn là hoa văn hình học và hoa văn người, động vật và đồ vật.

### Hoa văn trên mặt trống
Chính giữa mặt trống là hình ngôi sao nổi 14 cánh. Xen giữa các cánh sao là những họa tiết hình tam giác.
Từ trong ra ngoài có tất cả 16 vành hoa văn đồng tâm bao bọc lấy nhau. Các vành 1, 5, 11 và 16 là những hàng chấm nhỏ. Các vành 2, 4, 7, 9, 13 và 14 là những vòng tròn chấm giữa có tiếp tuyến. Vành 3 là những chữ {\displaystyle \int _{\,}^{\,}} gãy khúc nối tiếp. Vành 12 và 16 là văn răng cưa. Vành 6, 8 và 10 là vành có hình người, động vật được xếp xung quanh ngôi sao và ngược chiều kim đồng hồ.
- Hình người: Người có thể đang mặc váy dài, có hai vạt tỏa ra hai phía, vừa đi vừa múa, có người tay cầm rìu, có người thổi kèn, có người cầm giáo, cán giáo có trang trí lông chim. Hoặc có thể người đang quay mặt về phía nhà cầu mùa, xõa tóc, mặc váy hay có đôi trai gái đang cầm chày giã vào một chiếc cối, đầu chày có trang trí lông chim.
- Hình nhà: có hình nhà liên quan đến nghi lễ tôn giáo, có mái hình cung, hai đầu là hai trụ đứng để chắn phên. Hoặc có nhà hình thang nóc cong lên như hình thuyền, hai đầu có hình chim mắt to, hai bên có cột chống đỡ. Nóc nhà có hai con chim đậu, một con trong giống hình chim công, một con trông giống hình gà trống...

Vành 8 gồm hai nhóm, mỗi nhóm có 10 con hươu cách nhau bằng hai tốp chim bay, một tốp sáu con và một tốp tám con. Cứ một con hươu đực thì đến một con hươu cái.
Vành 10 gồm 36 con chim, 18 con chim đậu và 18 con chim đang bay. Chim bay là loại chim mỏ dài, có mào, đuôi và chân dài, mình gầy thuộc loại cò, sếu hoặc vạc; chim đậu có nhiều loại. Con thì mỏ ngắn vênh lên, con thì mỏ dài chúc xuống, phần đông là chim ngậm mồi. Các con chim đậu đều có đuôi ngắn.
Ngoài những hoa văn trên, ở rìa mặt trống có một số vết lõm, đó là dấu vết của những con kê còn để lại khi đúc trống.

### Hoa văn ở thân trống
Phần trên cùng của tang trống là đoạn tiếp giáp với mặt trống có 6 vành hoa văn hình học, các vành 1 và 6 là những đường chấm nhỏ thẳng hàng, vành 2 và 5 là văn răng cưa, đỉnh quay về hai phía có những chấm nhỏ xem kẽ, vành 3 và 4 là hoa văn vòng tròn đồng tâm chấm giữa nối với nhau bằng những tiếp tuyến song song.
Tiếp theo đoạn này là hình 6 chiếc thuyền, chuyển động từ trái sang phải, xen giữa các thuyền là hình chim đứng. Chim có từ 1 đến ba con. Đứng giữa thuyền là người chỉ huy cầm trống đang điều khiển. Mũi thuyền có từ 1 đến 2 người tay cầm vũ khí như giáo hoặc rìu chiến, đó là những thủy binh đánh gần. Mỗi thuyền đều có một người cầm lái đầu đội mũ lông chim cao, tay lái có trang sức lông chim. Trên sàn thuyền có một người bắn cung, không đội mũ lông chim mà búi tóc, đó là những thủy binh đánh xa. Ngoài ra, trên khoảng giữa hai thuyền có một con chó đứng nghểnh mõm lên phía sàn giống như chó săn.
Phần dưới của tang trống là ba vành hoa văn hình học.
Chân trống không có trang trí.